# 九條站 (奈良縣)

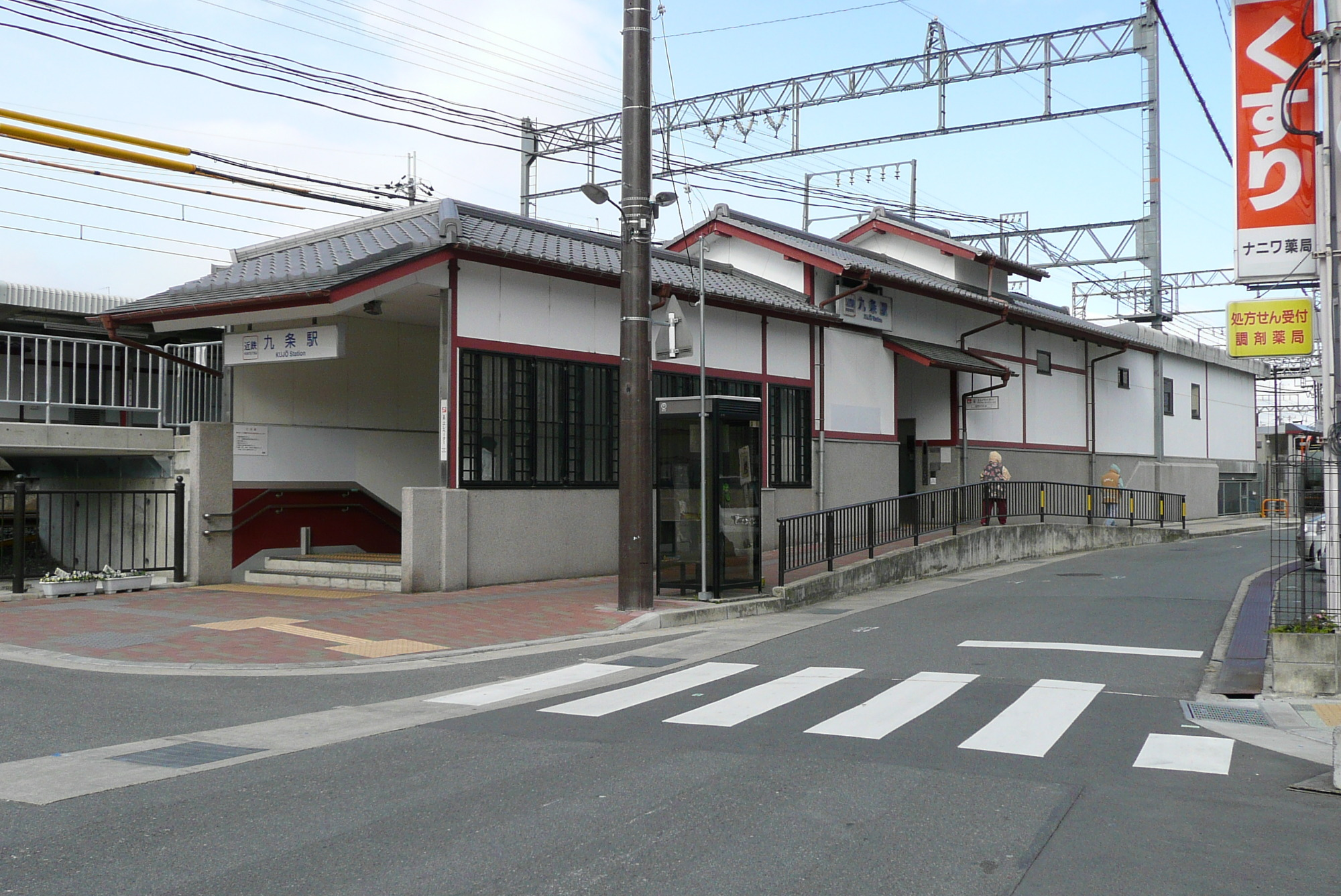
東口(2008年1月)

九條站（日语：／ Kujō eki */?）是位於日本奈良县大和郡山市九條町，屬於是近畿日本鐵道（近鐵）橿原線的鐵路車站。車站編號為B29。

## 歷史
- 1921年（大正10年）4月1日 - 大阪電氣軌道畝傍線（現在的橿原線）西大寺（現在的大和西大寺） - 郡山（現在的近鐵郡山）間開通，本站開業[1]。
- 1941年（昭和16年）3月15日 - 與參宮急行電鐵公司合併，成為關西急行鐵道的車站[1]。
- 1944年（昭和19年）6月1日 - 公司合併，成為近畿日本鐵道的車站[1]。
- 2002年（平成14年）9月1日 - 站房地下化。
- 2007年（平成19年）4月1日 - 可使用PiTaPa乘車[2]。

## 車站構造
本站為側式月台2面2線的地面車站，站內設有兩座電梯。月台有效長度可容納四節車廂。驗票口與車站大廳位於地下，月台則位於地面。本站是由天理站管理的車站，並設有站務員。

### 月台配置
| 月台 | 路線   | 方向 | 目的地                                                      |
| ---- | ------ | ---- | ----------------------------------------------------------- |
| 1    | 橿原線 | 下行 | 往 郡山、天理、大和八木、橿原神宮前、吉野                   |
| 2    | 橿原線 | 上行 | 往 大和西大寺、奈良、丹波橋、京都、大阪難波、尼崎、神戶三宮 |

## 使用狀況
近年本站1日上下車人次統計結果如下表。
- 2018年11月13日：4,683人
- 2015年11月10日：4,937人
- 2012年11月13日：4,907人
- 2010年11月9日：4,996人
- 2008年11月18日：5,408人
- 2005年11月8日：5,281人

## 車站周邊
- 九条公園
- 九条運動中心
- 大和郡山市清掃中心
- 奈良縣立奈良養護學校
- 西之京醫院
- 妙善寺
- DMG森精機奈良第二工廠
- 麒麟堂郡山筒井店

## 相鄰車站
近畿日本鐵道
 橿原線
■急行
通過
■普通
西之京（B28）－九條（B29）－近鐵郡山（B30）

## 外部連結
- 九條 - 近畿日本鐵道